# Народно военно гранично училище
Народно военно гранично училище е учебно заведение съществувало в България в периода 1950 – 1956 г.

## История
Народното военно гранично училище е формирано през януари 1950 година в казармите на с. Дървеница (днес квартал на София). Първата заповед по училището за издадена на 8 януари. Училището е създадено с цел подготовка на гранични офицери за попълване на състава на Гранични войски. На 1 април с.г. постъпват първите курсанти, а през 1953 г. се зачисляват и курсанти от войските на Министерството на вътрешните работи. Училището е разформирано със заповеди от ноември и декември 1954 г. от началника на училището. Всички курсове, с изключение на двата последни, са съкратени, под необходимото време предвидено в Указ № 251 от 1956 г., поради който право на общообразователен ценз извън армията не им се зачита.
Преподавател в училището е бил народния певец Иван Пановски.